# Channing Lorenzo
Mitchell Lavalley, meglio conosciuto con il ring name Channing "Stacks" Lorenzo (Lowell, 3 marzo 1997), è un wrestler statunitense sotto contratto con la WWE.
In carriera ha detenuto due volte l'NXT Tag Team Championship insieme a Tony D'Angelo.

## Carriera

### WWE (2022–presente)
Lavalley firmò con la WWE nel 2022, ma prima di allora apparve brevemente nella puntata di Raw del 2 dicembre 2019 come Mitchell Lyons dove lui e Mark Sterling vennero sconfitti dai Viking Raiders in pochissimo tempo.
Debuttò con il ring name Channing "Stacks" Lorenzo, con la gimmick heel di un mafioso italoamericano, insieme Troy "Two Dimes" Donovan, come scagnozzi di Tony D'Angelo, nella puntata di NXT Level Up del 5 aprile 2022 venendo sconfitti da Andre Chase e Bodhi Hayward. Il 4 giugno, a NXT In Your House, D'Angelo, Lorenzo e Donovan prevalsero sul Legado del Fantasma e, come da stipulazione, gli sconfitti si unirono alla stable capitanata da D'Angelo. Dopo il licenziamento di Donovan, nella puntata di NXT 2.0 del 2 agosto Lorenzo e D'Angelo affrontarono i Creed Brothers per l'NXT Tag Team Championship ma vennero sconfitti a causa di Santos Escobar, che colpì a tradimento D'Angelo.
Il 1º aprile 2023, a NXT Stand & Deliver, i due presero parte ad un triple threat tag team match per l'NXT Tag Team Championship che comprendeva anche i campioni del Gallus (Mark Coffey e Wolfgang) e i Creed Brothers ma il match venne vinto dai primi.
Il 30 luglio, a NXT The Great American Bash, riuscirono a conquistare l'NXT Tag Team Championship battendo Mark Coffey e Wolfgang del Gallus. Il 15 agosto, ad NXT, mantennero i titoli contro Jagger Reid e Rip Fowler. Il 30 settembre, a NXT No Mercy, prevalsero su Angel Garza e Humberto Carrillo, i Creed Brothers e gli OTM (Bronco Nima e Lucien Price) in un fatal four-way tag team match mantenendo i titoli. Nella puntata speciale NXT Halloween Havoc del 24 ottobre D'Angelo e Lorenzo persero i titoli contro Andre Chase e Duke Hudson dopo 86 giorni di regno. Tre settimane dopo, il 14 novembre ad NXT, D'Angelo e Lorenzo vinsero nuovamente l'NXT Tag Team Championship nella rivincita contro Andre Chase e Duke Hudson. Nella puntata di NXT del 28 novembre D'Angelo e Lorenzo difesero i titoli contro Angel Garza e Humberto Carrillo.
Nella puntata di NXT del 9 gennaio D'Angelo e Lorenzo difesero le cinture contro gli OTM. Il 4 febbraio, ad NXT Vengeance Day, D'Angelo, Lorenzo e Adriana Rizzo sconfissero gli OTM e Jayda Parker. Persero le cinture contro Baron Corbin e Bron Breakker (dopo 91 giorni di regno) il 13 febbraio ad NXT.

## Personaggio

### Mosse finali
- Cement Shoes (Knee drop bulldog)[20]

### Soprannomi
- "MotherLover"[1]
- "Stacks"[1]

### Musiche d'ingresso
- A Seat at the Table dei def rebel (2022–2023; usata in coppia con Tony D'Angelo)[21]
- All About Family dei def rebel (2023–presente; usata in coppia con Tony D'Angelo)[22]

## Titoli e riconoscimenti
- WWE
  - NXT Tag Team Championship (2) – con Tony D'Angelo[23]